# Tears (Clean Bandit)
Tears è un singolo del gruppo musicale britannico Clean Bandit, pubblicato il 27 maggio 2016 come primo estratto dal secondo album in studio What Is Love?.

## Tracce
1. Tears (feat. Louisa Johnson) – 3:45